# Phil Spencer
Phillip Spencer, detto Phil (Ridgefield, 12 gennaio 1968), è un dirigente d'azienda statunitense, dal 2022 amministratore delegato di Microsoft Gaming e principale referente delle piattaforme videoludiche di Xbox e Windows.

## Biografia
Phil Spencer si è laureato presso l'Università del Washington di Seattle nel 1988; poco tempo dopo si è unito a Microsoft con ruoli tecnici, guidando lo sviluppo di prodotti su CD-ROM come Microsoft Encarta, Microsoft Money e Microsoft Works.
Spencer è stato direttore operativo di Microsoft Game Studios fino al 2008, lavorando al fianco di alcune software house di videogiochi come Lionhead Studios e Rare. Nel 2009 è diventato direttore generale del gruppo e dal 2010 ha iniziato ad apparire alle conferenze dell'Electronic Entertainment Expo di Los Angeles.
Nel 2014 l'amministratore delegato di Microsoft, Satya Nadella, ha annunciato che Spencer sarebbe diventato il principale referente delle piattaforme videoludiche di Xbox e Windows; nel 2017 è stato promosso a vicepresidente di Microsoft Game Studios: da allora si è occupato del miglioramento del cross-platform tra Xbox e Windows e della retrocompatibilità con le vecchie console, oltre a lanciare diversi servizi importanti come il Game Pass e xCloud.
Nel 2022, con l'annuncio dell'intenzione di Microsoft di acquisire Activision Blizzard, Spencer è diventato amministratore delegato di Microsoft Gaming.

## Vita privata
Spencer è sposato e ha due figli.